# Serdar Gürler
Serdar Gürler  (Haguenau, Francia, 14 de septiembre de 1991) es un futbolista turco. Juega de centrocampista en el Eyüpspor de la Superliga de Turquía.

## Trayectoria
Gürler nació en Francia y se formó en las categorías inferiores del F. C. Sochaux-Montbéliard, donde llegó a debutar en su primer equipo en la temporada 2010-2011, cuando el equipo galo militaba en la Primera División. Posteriormente pasó por el Elazigspor, Trabzonspor, Erciyesspor y el Genclerbirligi de la liga turca. Además, ha formado parte de la selección de Turquía desde las categorías inferiores hasta debutar con la absoluta.
Durante la temporada 2017-18 jugó en las filas del Osmanlıspor FK en la máxima categoría del país turco, club que acabó descendiendo a Segunda División pese a los trece goles anotados.
En julio de 2018 llegó a la S. D. Huesca, club español recientemente ascendido a Primera y dirigido por el argentino Leo Franco procedente del Osmanlıspor FK. La S. D. Huesca llegó a un acuerdo con el jugador turco para cuatro temporadas por unos dos millones de euros, con lo que se convertiría en el fichaje más caro en la historia de la entidad oscense. En enero de 2019 se marchó cedido por temporada y media al Göztepe SK.

## Clubes
| Club                         | País    | Año       |
| ---------------------------- | ------- | --------- |
| F. C. Sochaux-Montbéliard    | Francia | 2010-2012 |
| Elazigspor                   | Turquía | 2012-2014 |
| Trabzonspor                  | Turquía | 2014-2016 |
| Kayseri Erciyesspor (cedido) | Turquía | 2015      |
| Gençlerbirliği S. K.         | Turquía | 2016-2017 |
| Osmanlıspor F. K.            | Turquía | 2017-2018 |
| S. D. Huesca                 | España  | 2018-2020 |
| Göztepe S. K. (cedido)       | Turquía | 2019-2020 |
| Antalyaspor                  | Turquía | 2020-2021 |
| Konyaspor                    | Turquía | 2021-2022 |
| Estambul Başakşehir F. K.    | Turquía | 2022-2025 |
| Eyüpspor                     | Turquía | 2025-     |